# Gulinazha
Gülnezer Bextiyar, també conegut com Gulinazha (uigur: بەختىيار, Gülnezer Bextiyar; xinès simplificat: 古力娜扎, pinyin: Gǔlìnàzhā; Ürümchi, Xinjiang, 2 de maig de 1992) o simplement Nazha, és una actriu xinesa i model d'ètnia uigur que es va graduar a l'Acadèmia del Cinema de Pequín el 2011.

## Biografia
Va assistir a la Universitat de les Arts de Xinjiang, especialitzant-se en dansa quan era jove. Als 16 anys va participar en un concurs de models on es va endur un premi a més fotogènica. Gulnazar va fer una audició a la Beijing Film Academy el 2011. Durant l'audició, la seua bellesa va rebre atenció i les seues fotos es van publicar en línia. Una vegada a l'abast del públic, va ser descoberta i fitxa per Tangren Media.
El 2012, Gulnazar va debutar com a actriu a la sèrie de televisió Xuan-Yuan Sword: Scar of Sky i es feu coneguda en el paper de Yu Xiaoxue.
El 2013, Gulnazar va debutar a la pantalla gran a la pel·lícula policíaca Police Story 2013. Després va protagonitzar la pel·lícula d'humor The Breakup Guru i la pel·lícula d'acció Black & White: The Dawn of Justice, i fou reconeguda com actriu debutant als Golden Phoenix Awards.
El 2016, Gulnazar va interpretar el seu primer paper protagonista en el drama històric-fantàstic The Classic of Mountains and Seas. El mateix any, va fer el paper de Diaochan en el drama de ficció històrica God of War, Zhao Yun; i fou la protagonista femenina del drama d'acció de fantasia Chinese Paladin 5, basat en el videojoc del mateix títol.
El 2017, Gulnazar va protagonitzar el drama d’acció de fantasia Fighter of the Destiny, juntament amb Lu Han. El mateix any, va protagonitzar la pel·lícula musical City of Rock.
El 2018, Gulnazar va tornar a ser escollida per a representar a Diaochan a la pel·lícula Dynasty Warriors, basada en el videojoc del mateix nom.
El 2019, Gulnazar va protagonitzar el drama romàntic Ten Years Late, basat en la sèrie de manga japonesa Asunaro Hakusho, juntament amb Shawn Dou; on va exercir de gerent de productes de serveis de viatges.
El 2020, Gulnazar protagonitza el drama d’acció criminal Dancing in the Storm, juntament amb William Chan.